# Атлас Мирового океана
Атлас Мирового океана — база данных океанской климатической лаборатории  Национального Океанографического центра данных (США). Атлас состоит из климатологических данных некоторых характеристик  в точках Мирового океана. Он впервые был выпущен в 1994 году (на основе ранее выпущенного Климатологического Атласа Мирового океана), с более поздними выпусками в 1998 году 2001, 2005, 2009, и 2013 годах.

## Набор данных
Поля, которые составляют набор данных, состоят из глобальных сетей на 1° пространственном разрешении. Поля являются трехмерными, и данные обычно интерполируются на 33 стандартных вертикальных интервала от поверхности (0 м) до (5500 м). С точки зрения временного разрешения, данные осредненных полей производятся на годовых, сезонных и ежемесячных временных масштабах. Данные содержат температура, соленость, растворенный кислород, выделяемый кислород, утилизацию кислорода (АОУ), проценты сатурации кислорода, фосфатов, Кремниевой кислоты и нитратов. Ранние выпуски «Атласа» дополнительно показывали такие поля, как глубину смешанного слоя и высоту морской поверхности.
В дополнение к осредненным полей гидрофизических свойств, Атлас также содержит поля статистической информации о учредительные данные, что в среднем было выпущено. Сюда относятся такие поля, как число точек данных, их стандартное отклонение и стандартную ошибку. Снижение горизонтального разрешения (5°) версии также доступно. Этот набор данных используется в качествев формате ASCII, но в 2005 данные в формате netcdf версии также были произведены.

## Галерея
|  |  |  |
|  |  |  |
|  |  |  |